# Melanie Scrofano
Melanie Neige Scrofano, ou simplement connue comme Melanie Scrofano, est actrice canadienne née à Ottawa en Ontario au Canada, le 20 décembre 1981.
Elle est notamment connue pour avoir interprétée Tia Tremblay dans la série télévisée canadienne The Listener ainsi que pour tenir le rôle-titre dans la série télévisée américano-canadienne Wynonna Earp. Au cinéma, elle est connue pour avoir interprétée le rôle de l'excentrique Emilie Le Domas-Bradley  dans la comédie horrifique Wedding Nightmare.

## Biographie
Melanie Scrofano est née le 20 décembre 1981 à Ottawa d'un père ingénieur d'origine italienne et d'une mère québécoise travaillant pour le gouvernement. Elle se lance dans une carrière de mannequin dès l'âge de 13 ans mais abandonne très vite quand son agent lui propose un travail d'actrice.
Elle vit maintenant à Toronto avec son mari avec qui elle a un enfant, née en 2017, quelques jours après la fin du tournage de la deuxième saison de Wynonna Earp. Sa grossesse explique son nombre réduit de scène de combat lors de la deuxième saison et a été cachée lors du tournage des premiers épisodes avant d'être incluse dans l'histoire de la série.

## Filmographie

### Cinéma

#### Longs métrages
- 2008 : Baby Blues de Lars Jacobson et Amardeep Kaleka : Mani White
- 2009 : A Good Meal de Jessie Wallace : Nancy
- 2009 : Saw 6 (Saw VI) de Kevin Greutert : Gena
- 2012 : Edwin Boyd (Edwin Boyd: Citizen Gangster) de Nathan Morlando : Ann Roberts
- 2012 : The Conspiracy de Christopher MacBride : Sarah
- 2012 : Nurse (Nurse 3D) de Douglas Aarniokoski : Rachel Adams
- 2014 : Wolves de David Hayter : Gail Timmins
- 2014 : RoboCop de José Padilha : la femme d'un homme avec une prothèse
- 2014 : We Were Wolves de Jordan Canning : Jennifer
- 2015 : A Sunday Kind Of Love de Geordie Sabbagh : Emma / Death
- 2015 : Mangiacake de Nathan Estabrooks : Tessa
- 2016 : Happily Ever After de Joan Carr-Wiggin : Lisa
- 2018 : Birdland de Peter Lynch : Merle James
- 2019 : Wedding Nightmare (Ready or Not) de Matt Bettinelli-Olpin et Tyler Gillett : Emilie Le Domas-Bradley
- 2020 : The Silencing de Robin Pront : Debbie

#### Courts-métrages

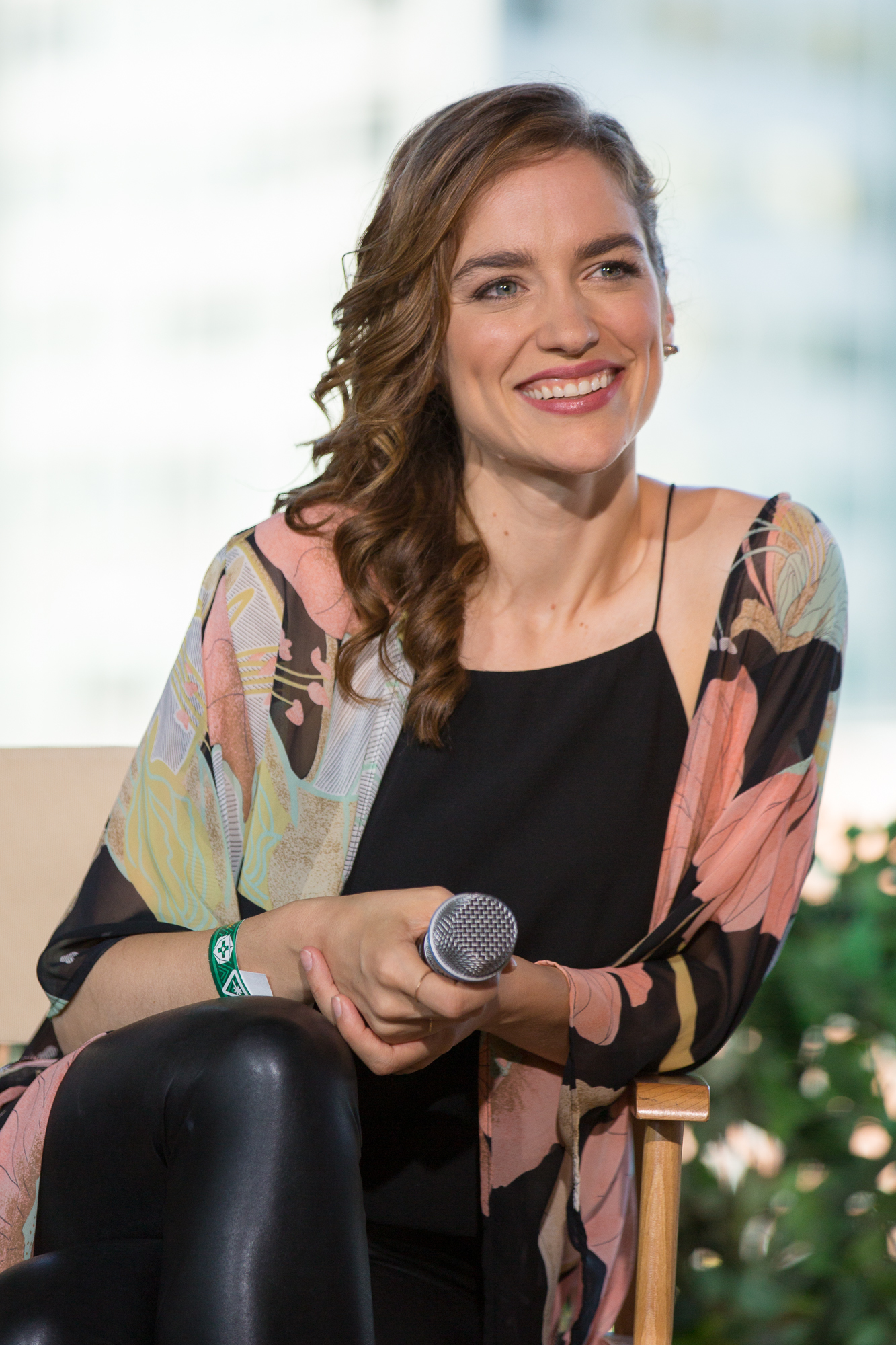
Melanie Scrofano à la San Diego Comic-Con International en juillet 2016.

- 2011 : Dave vs Death de Patrick Hagarty : Sheila Kane
- 2012 : Yeah Rite de Michael Penney : Jenny / Zod
- 2013 : The Golden Ticket de Patrick Hagarty : Andrea
- 2013 : Secret Blackheart de Chris Ross : Melissa
- 2014 : Uncommon Enemies de Alex Hatz : Christine
- 2015 : Ruthless de Liam Card : Ruth Dempsey
- 2018 : The Endings de Caitlin Cronenberg et Jessica Ennis : une femme
- 2019 : Unidentified Woman de Katrina Saville : Dawn Sullivan

### Télévision

#### Téléfilms
- 2008 : Anne, la maison aux pignons verts : Un nouveau départ (Anne of Green Gables: A New Beginning) de Kevin Sullivan : Brigitte
- 2009 : Manson de Neil Rawles : Leslie Van Houten
- 2011 : Stay with Me de Tim Southam : Alison
- 2013 : Mission : Retour vers le Passé (Rewind) de Jack Bender : Jessica Knox
- 2015 : Killer Crush de Anthony Lefresne : Tayler York

#### Séries télévisées
- 2002 : À poil ! : Isobel (1 épisode, saison 6)
- 2003 : Mob Stories : la petite amie de Menard (saison 1, épisode 3)
- 2004 : Les Leçons de Josh : Marla (saison 1, épisode 8)
- 2006 : Beautiful People : Emma Lovren (2 épisodes, saison 1)
- 2006-2007 : Jeff Ltd. (3 épisodes, saison 1 - 1 épisode, saison 2)
- 2007 : Supernatural : la fille presque morte (saison 2, épisode 20)
- 2010 : The Kids in the Hall: Death Comes to Town : la fille française / Peg Liaro (saison 1, épisode 2)
- 2010 : Pure Pwnage : October (principale)
- 2010 : Covert Affairs : Jane : (saison 1, épisode 1)
- 2010 : Les Vies rêvées d'Erica Strange (saison 3, récurrente)
- 2011 : Mudpit : Leah (saison 1, épisode 3)
- 2011 : Rookie Blue : Sophie Lewis (saison 2, épisode 7)
- 2011 : Flashpoint : Holly McCord (saison 4, épisode 12)
- 2012 : Haven : Noelle (2 épisodes, saison 3)
- 2012 : Saving Hope, au-delà de la médecine : Kym Spencer (saison 1, épisode 2)
- 2012 : Warehouse 13 : Alice / Kristen (saison 4, épisode 6)
- 2012-2014 : The Listener : Tia Tremblay (saison 3, récurrente - saisons 4 et 5, principale)
- 2012 : Heartland : Hayley Powers (saison 6, épisode 7)
- 2013 : Degrassi, nouvelle génération : Meredith Fox (2 épisodes, saison 13)
- 2013 : Played, les infiltrés : Sarah Martin (saison 1, épisode 11)
- 2015 : Gangland Undercover : Suzanna (saison 1, principale)
- 2016 : Damien : Veronica Selvaggio (récurrente)
- 2016 - 2021 : Wynonna Earp : Wynonna Earp (principale)
- 2016 : Designated Survivor : Lisa Jordan (4 épisodes, saison 1)
- Depuis 2016 : Letterkenny : Mrs. McMurray (depuis saison 2, récurrente)
- 2018 : Frankie Drake Mysteries : Jenny Shaw (saison 1, épisode 7)
- 2018 : Bad Blood  : Valentina Cosoleto (saison 2, principale)
- Depuis 2022 : Star Trek: Strange New Worlds : capitaine Batel (depuis saison 1, invitée)